# Světlana Žurovová
Světlana Sergejevna Žurovová (rusky Светла́на Серге́евна Жу́рова; * 7. ledna 1972 Pavlovo, Leningradská oblast, Ruská SFSR) je ruská politička a bývalá sovětská a ruská rychlobruslařka.
Na Světovém poháru debutovala v listopadu 1989 v Berlíně, na mezinárodní scéně ale začala pravidelně závodit až od sezóny 1992/1993. Na zimní olympiádě 1994 skončila sedmá v závodě na 500 m, v sezóně 1994/1995 Světového poháru se v celkovém hodnocení v závodech na 500 m umístila na třetím místě. Světový pohár na 500 m vyhrála poprvé a naposledy v následující sezóně, tehdy také získala zlatou medaili na této nejkratší sprinterské dráze na premiérovém světovém šampionátu na jednotlivých tratích. V následujících letech získala na distanci 500 m ještě několik dalších medailí, často se umísťovala na předních příčkách sprinterských závodů. Po mateřské pauze v sezóně 2003/2004 se ještě vrátila k rychlobruslení, přičemž kariéru završila druhým místem v celkovém hodnocení závodů na 500 m ve Světovém poháru 2005/2006, vítězstvím na Mistrovství světa ve sprintu 2006 a zlatou medailí ze zimní olympiády v Turíně z trati 500 m. Následující sezónu již nestartovala a v březnu 2007 ohlásila konec závodní kariéry.
V prosinci 2007 byla zvolena v parlamentních volbách za stranu Jednotné Rusko do Státní dumy, kde působila jedno volební období, do roku 2011.
Od roku 2003 je vdaná za bývalého tenistu Arťjoma Černěnka, se kterým má dva syny.